# Wateringen
Wateringen is een plaats met 16.335 inwoners (1 januari 2023) in het Westland in de Nederlandse provincie Zuid-Holland; de plaats is onderdeel van de gemeente Westland.
Tot het einde van het jaar 2003 vormde de plaats Wateringen samen met Kwintsheul de gemeente Wateringen. Vanaf 1 januari 2004 vormt Wateringen samen met de voormalige gemeenten Naaldwijk, 's-Gravenzande, De Lier en Monster de nieuwe gemeente Westland door de gemeentelijke herindeling Westland.
De Haagse Vinex-wijk Wateringse Veld grenst aan Wateringen en is gebouwd op voormalig gebied van de gemeente Wateringen dat in 1994 door de gemeente Den Haag geannexeerd is.

## Ligging
Wateringen ligt in het westen van Zuid-Holland in de gemeente Westland. In het noorden en noordoosten grenst Wateringen aan Den Haag, in het oosten voor een klein deel aan Rijswijk, in het zuiden aan Den Hoorn en Schipluiden, beide in de gemeente Midden-Delfland, en in het westen aan Kwintsheul. De grens met Den Hoorn en Schipluiden wordt gevormd door het water de Zweth. De noordgrens met Den Haag wordt gevormd door de Erasmusweg.
Tot de gemeente Wateringen behoorde naast het gelijknamige dorp, van 1 juli 1957 tot 2004 ook het volledige dorp Kwintsheul, dat daarvoor in drie gemeenten lag.

## Geschiedenis

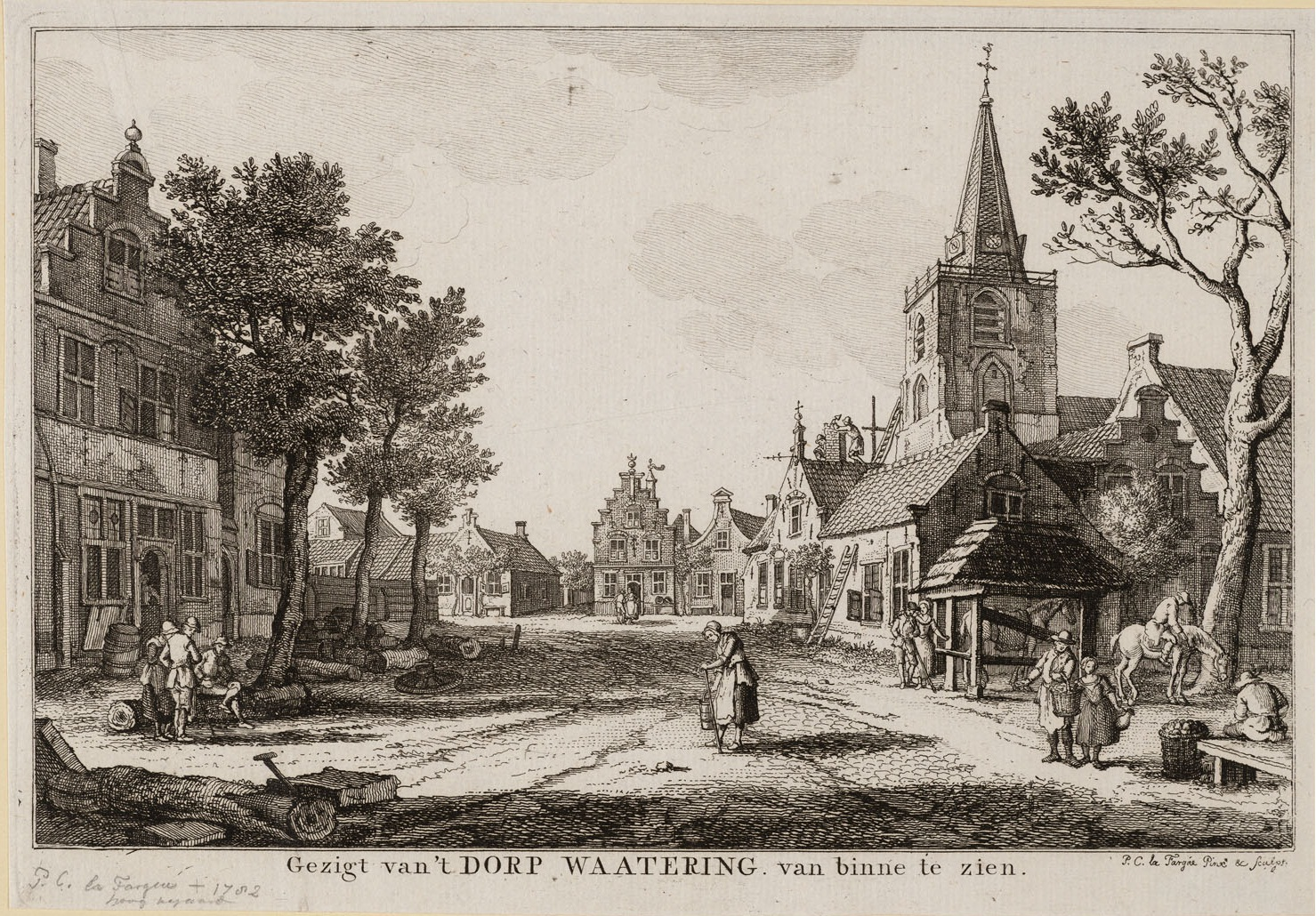
Gezicht op het dorp Wateringen, 1782, met het plein en de Hervormde Kerk.

Wateringen, gelegen op een strandwal die zich uitstrekt langs de Zuid-Hollandse kust, werd al vroeg bewoond. In de Romeinse tijd volgde een Romeinse weg, die naast het Kanaal van Corbulo van Naaldwijk naar Forum Hadriani liep, de huidige Herenstraat. Verschillende huisplattegronden en crematievelden uit die tijd zijn in 2006 dicht bij die weg gevonden en in 1997 werden er in Wateringse Veld vier mijlpalen gevonden. De oudste mijlpaal die gevonden was kwam uit het jaar 151 en de jongste uit 250. Na het vertrek van de Romeinen tegen 275 vertrokken was het gebied verlaten. In 1946 werden bij opgravingen aan de Harry Hoekstraat ook nog vondsten gedaan uit de Karolingische periode (750-950). Het dorp begon als gehucht dat eind dertiende eeuw ontstond op een dijk langs het water de Wetering waaraan het dorp zijn naam ontleent. De ambachtsheerlijkheid kreeg in 1250 Ogier van den Hoek als leenman. Zijn zoon Gerrit ging zich Van Wateringen noemen en liet een kasteel bouwen, Hof van Wateringen. Dat kasteel werd voor het eerst vermeld in 1282 en werd gebouwd waar het tegenwoordige Hofpark ligt. Het geslacht Van Wateringen stierf uit in mannelijke lijn in 1386 waarna het ambacht in 1432 in handen kwam van het geslacht Van Naaldwijk. De burcht werd in 1485 gesloopt en op die plek kwam een cisterciënzersklooster. Dit klooster is afgebroken in 1573 tijdens de Tachtigjarige Oorlog. Delftse regent Jacob Huygensz. Van der Dussen liet in 1600 op dezelfde een buitenplaats bouwen. De buitenplaats is in 1806 afgebroken en alleen de Hofwoning dat dienstdeed als boerderij is blijven bestaan. In 1257 werd in het dorp een kapel gesticht. Zo'n 100 jaar later verscheen een kerkgebouw op die plek. De toren van de huidige Hervormde kerk stamt nog uit die tijd; het schip werd rond 1450 gebouwd.

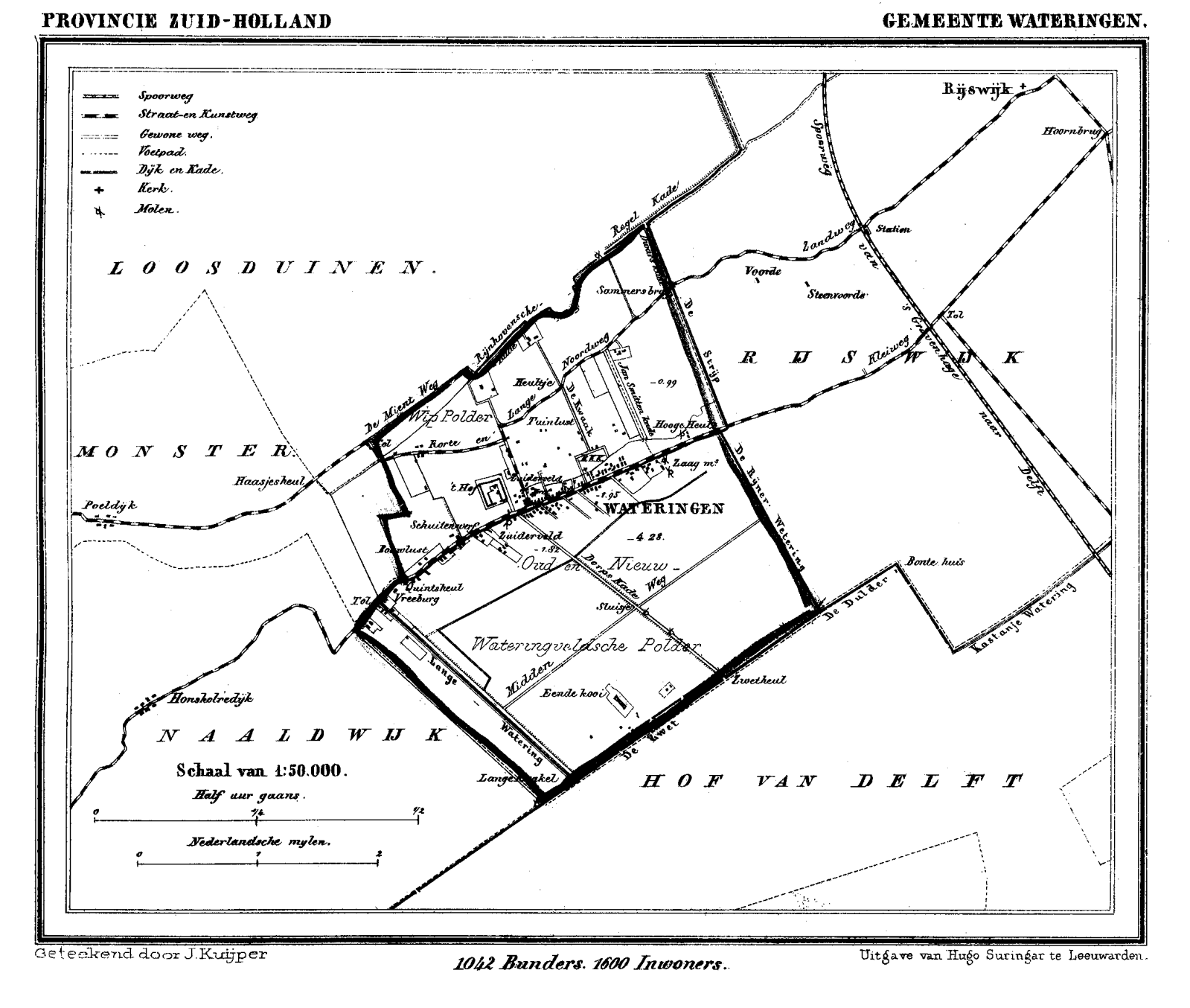
Kaart van de gemeente Wateringen ca. 1868

Vanaf 1800 begon het dorp te groeien. Dit was grotendeels te danken aan de opbloei van de tuinbouw en de handel. Een katholieke kerk werd in 1806 gebouwd. In 1850 was het aantal inwoners gegroeid tot 1600. De korenmolen uit 1568 werd in 1869 vervangen en na een brand in 1880 verscheen een nieuwe. Deze molen 'Windlust' werd in 1972 gerestaureerd. Achter de korenmolen kwam in 1898 een veilinggebouw voor groente en fruit. Deze veiling verdween na het opgaan in de veiling Westland Noord in 1970.
Na 1900 groeide het dorp flink en kwam de eerste planmatige woonwijk van het dorp bij het Hof tot stand met de Wilhelminastraat, Julianastraat, Willem III straat en de Emmastraat. Ook het dorpsplein veranderde drastisch in de jaren dertig van de twintigste eeuw. Oude bouwwerken aan het plein werden gesloopt om ruimte te maken voor een nieuwe kosterswoning, het Raadhuis van Wateringen, garage van VIOS en werd de Hervormde kerk verbouwd. In 1900 werd de oude katholieke kerk vervangen door de huidige Sint-Jan de Doperkerk aan de Herenstraat.
Na de Tweede Wereldoorlog werden rondom het Hof, ten zuiden van de Herenstraat en ten oosten van de Dorpsstraat nieuwe woonwijken gebouwd en werd de vaart door het dorp gedempt. Jan van Beurden werd als gemeentearchitect naar Wateringen gehaald. Hij heeft door het ontwerp van ruim tweehonderd gebouwen zijn stempel gedrukt op de wederopbouw van Wateringen en omgeving.
In 1994 werd een deel van het Wateringse grondgebied, Wateringse Veld, geannexeerd door Den Haag. Gemeente Wateringen hield op te bestaan toen het in 2004 opging in de gemeente Westland.

## Monumenten

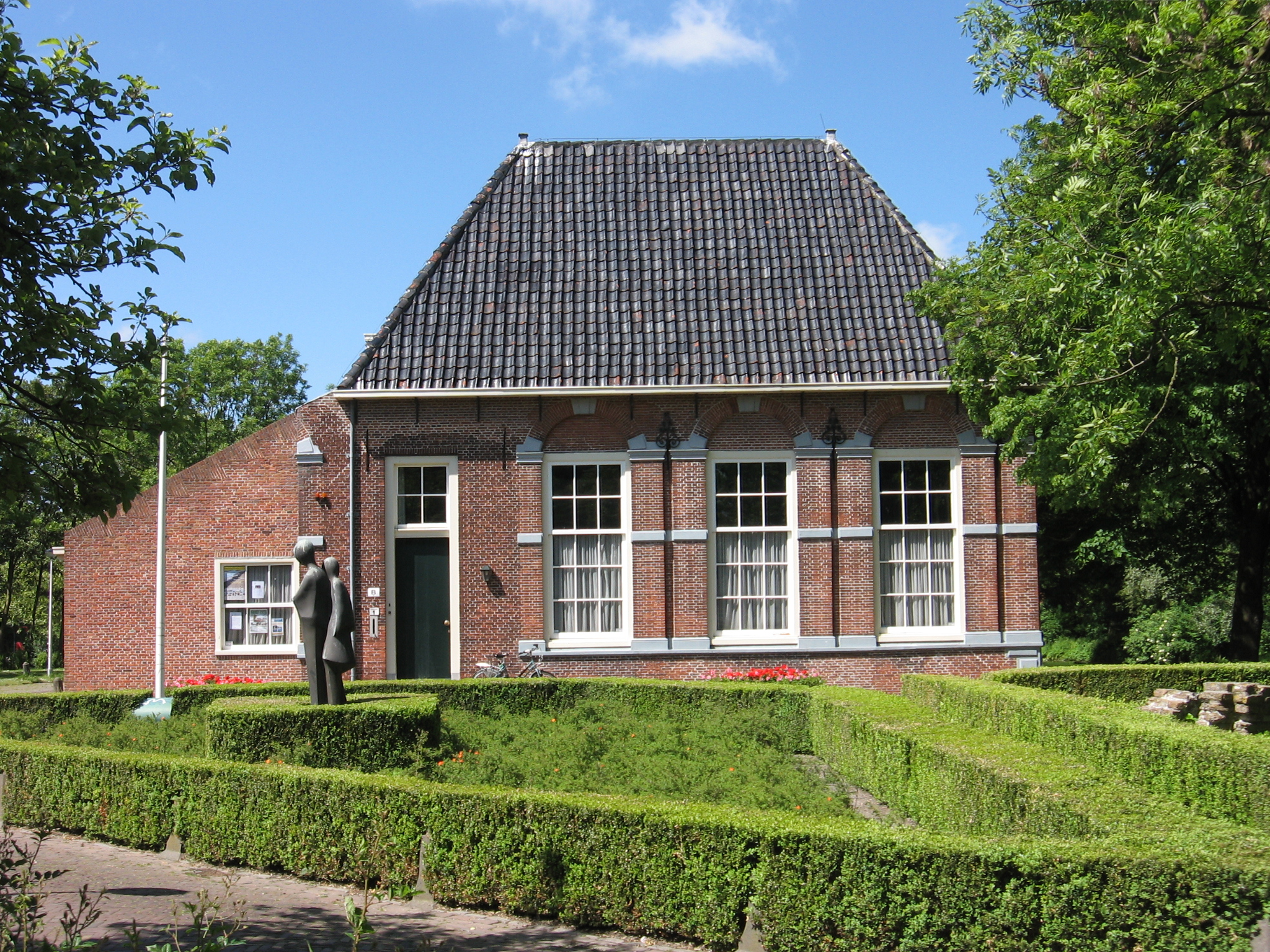
De Hofboerderij is een overblijfsel van de voormalige buitenplaats en een rijksmonument in Wateringen.

Wateringen heeft diverse monumenten, waaronder:
- Windlust, een gerestaureerde stellingmolen;
- Hofboerderij, een boerderij in het Hofpark waar ooit een kasteel en klooster heeft gestaan.
- Voormalige raadhuis
- Sint-Jan de Doperkerk

Een bijzonder gebouw is verder de St. Josephkerk uit 1961, vanwege de vorm ook wel de kolenkit of knielende non genoemd. In de kerk valt overdag de fantastische lichtinval op.
Van een oorspronkelijke molendriegang staat de ondermolen nu als De Hoop te Elspeet en de middenmolen als Maria-Antoinette te Zeilberg. Waar de bovenmolen staat, is niet bekend.

## Cultuur (muziek)
Wateringen kent een actieve muziekvereniging, genaamd Muziekvereniging de Phoenix. Deze bestaat uit een harmonieorkest, opleidingsorkest, percussiegroep en blokfluitgroep. De opleidingen van de vereniging worden georganiseerd in samenwerking met de Stichting Regionaal Muziek Onderwijs. Daarnaast heeft de vereniging een groep muziekdocenten die workshops geeft in het verenigingsgebouw en op scholen.
Het harmonieorkest komt uit in de 2e divisie. Naast muziek te maken op hoog niveau, geeft het orkest ook kinderconcerten. De percussiegroep verzorgt podiumoptredens en is actief als streetband, het repertoire is zeer divers. Daarnaast verzorgen zij ieder jaar de 'stille trom' bij de Nationale Dodenherdenking op 4 mei op de Dam in Amsterdam.
Tevens is Poppodium Nederland Drie sinds 1989 gevestigd in Wateringen. Het poppodium biedt plaats aan 300 bezoekers en heeft naast lokale acts ook diverse internationale artiesten mogen ontvangen. Enkele namen die hier hebben gestaan zijn Peter Pan Speedrock, Osdorp Posse, Chef'Special, The Opposites, Herman Brood en Anouk.

## Sport
In Wateringen zijn twee voetbalclubs actief: KMD (Klein Maar Dapper) en de  voetbalafdeling van SV VELO (Verdedig En Loop Op). De afdeling VELO Badminton speelt badminton op het hoogste landelijke niveau (ere-divisie) en is inmiddels 12 keer landskampioen. In 2022 is  VELO Handbal gepromoveerd naar de Eredivisie dames handbal.

## Jaarlijkse evenementen
De Wateringse wielerdag is een jaarlijks terugkerend criterium dat op de donderdag in de week na de Ronde van Frankrijk wordt gehouden. Het criterium vindt plaats in Wateringen. De Wateringse wielerdag bestaat sinds 1973, sinds 1974 is er ook een profronde.
Tijdens het 2e weekend van augustus wordt het gratis toegankelijke Waterpop gehouden in het Hofpark. Het festival bestaat sinds 1978. Bekend is het optreden van Krezip in 2000. Ze waren toen net doorgebroken met hun hitsingle I would stay, maar waren als onbekend bandje ingeroosterd op de tijd van 18:45-19:40.

## Geboren
- Kiki Bertens (1991), proftennisster
- Rinka Duijndam (1997), handbalster
- Lance Duijvestijn (1999), voetballer van Almere City FC
- Sonia Eijken (1999), actrice
- Paul van der Helm (1993), ex-voetballer van Fortuna Sittard
- Rob Meppelink (1966), ex-voetballer en trainer van Chivas Guadalajara
- David van Ooijen (1939-2006), rooms-katholiek geestelijke en politicus
- Aad Reijgersberg (1945), ex-voetballer van Fortuna Vlaardingen en Excelsior
- Ruud Severijns (1951), burgemeester van Oirschot
- Hugo van Steekelenburg (1937), bisschop
- Martijn van IJzendoorn (1997), dammer
- Corné van Zeijl (1965), vermogensbeheerder en beurscommentator
- Robert Zwinkels (1983), keeper van ADO Den Haag

## Foto's

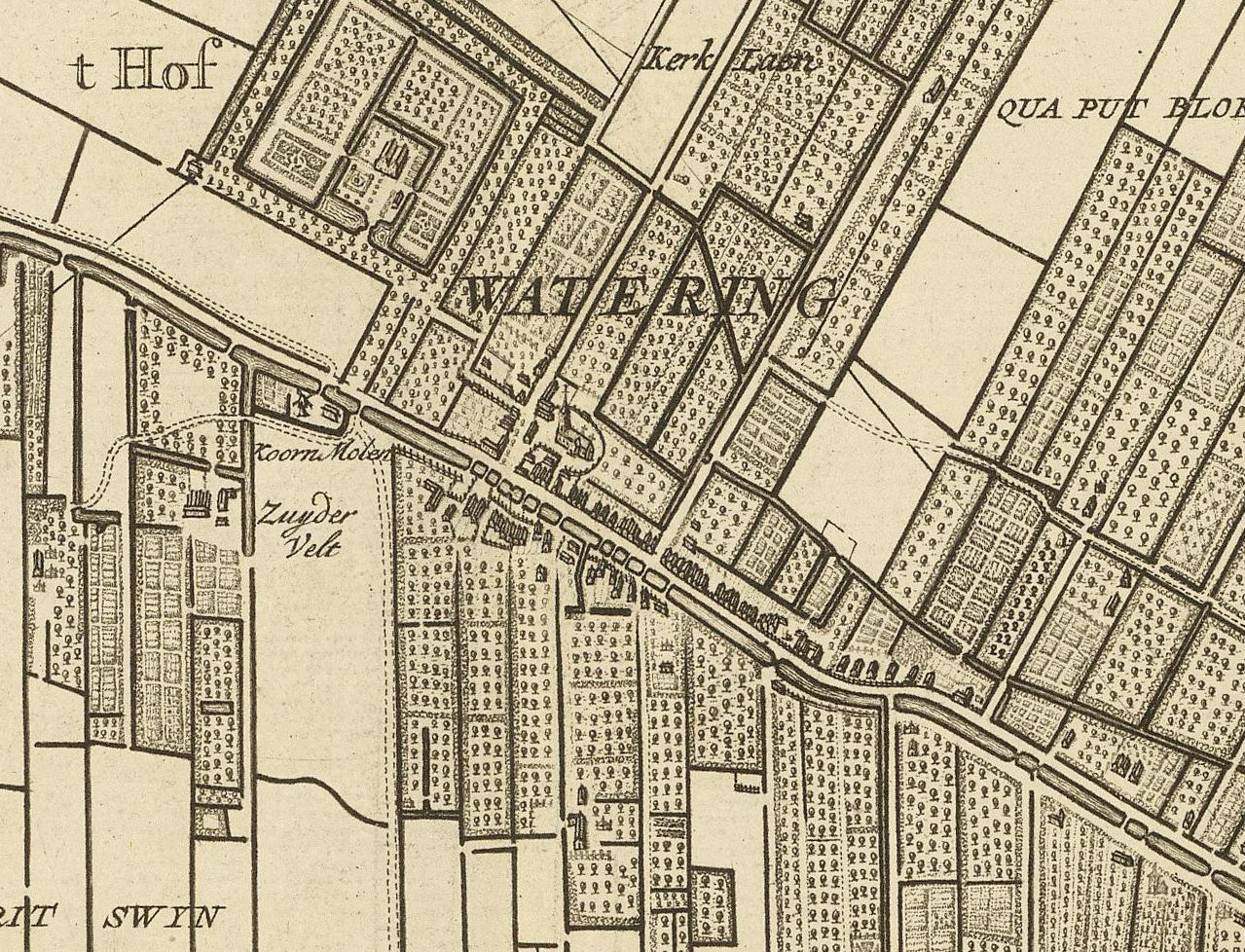
Kaart van Wateringen ca. 1712
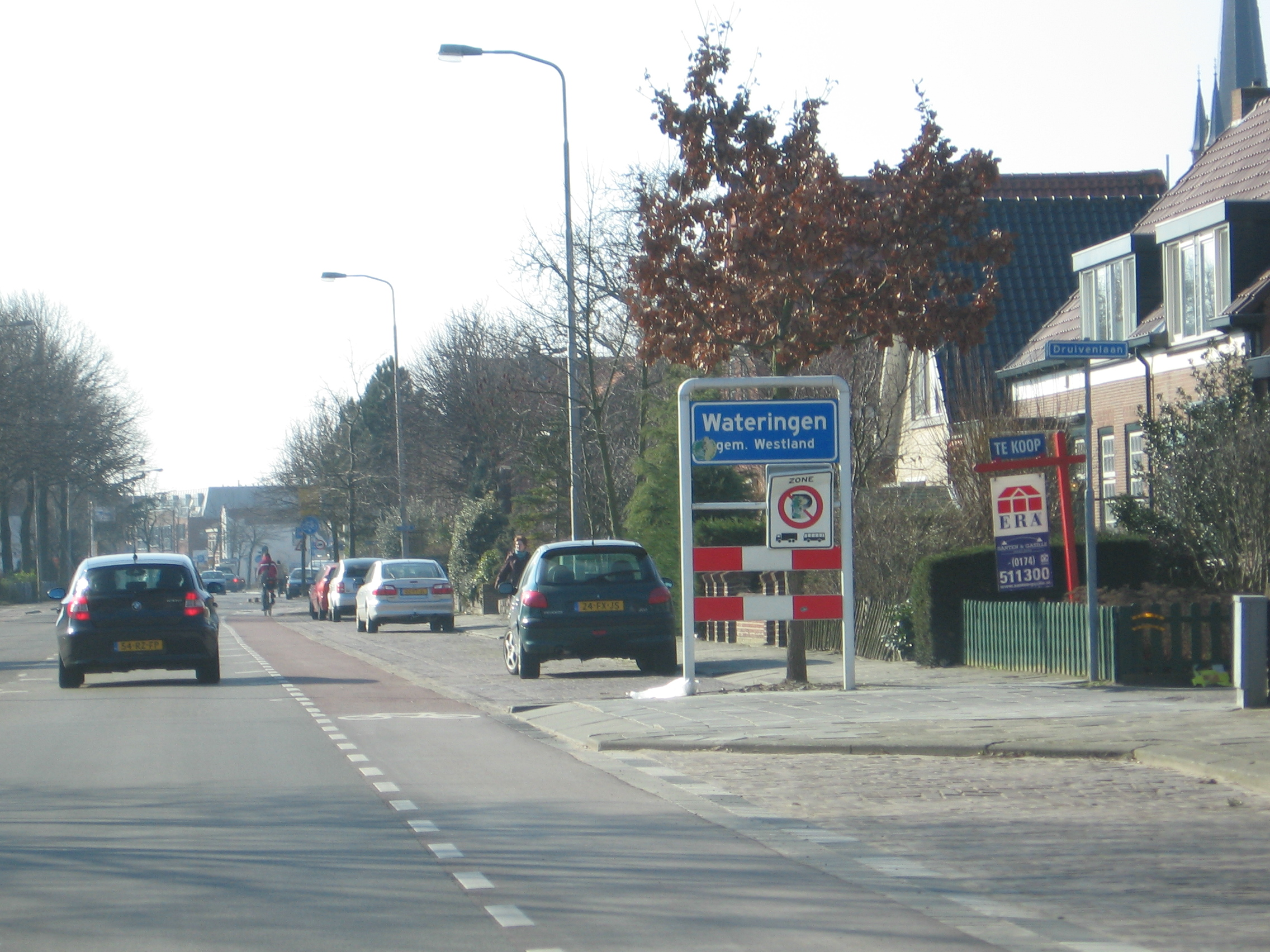
Entree Wateringen
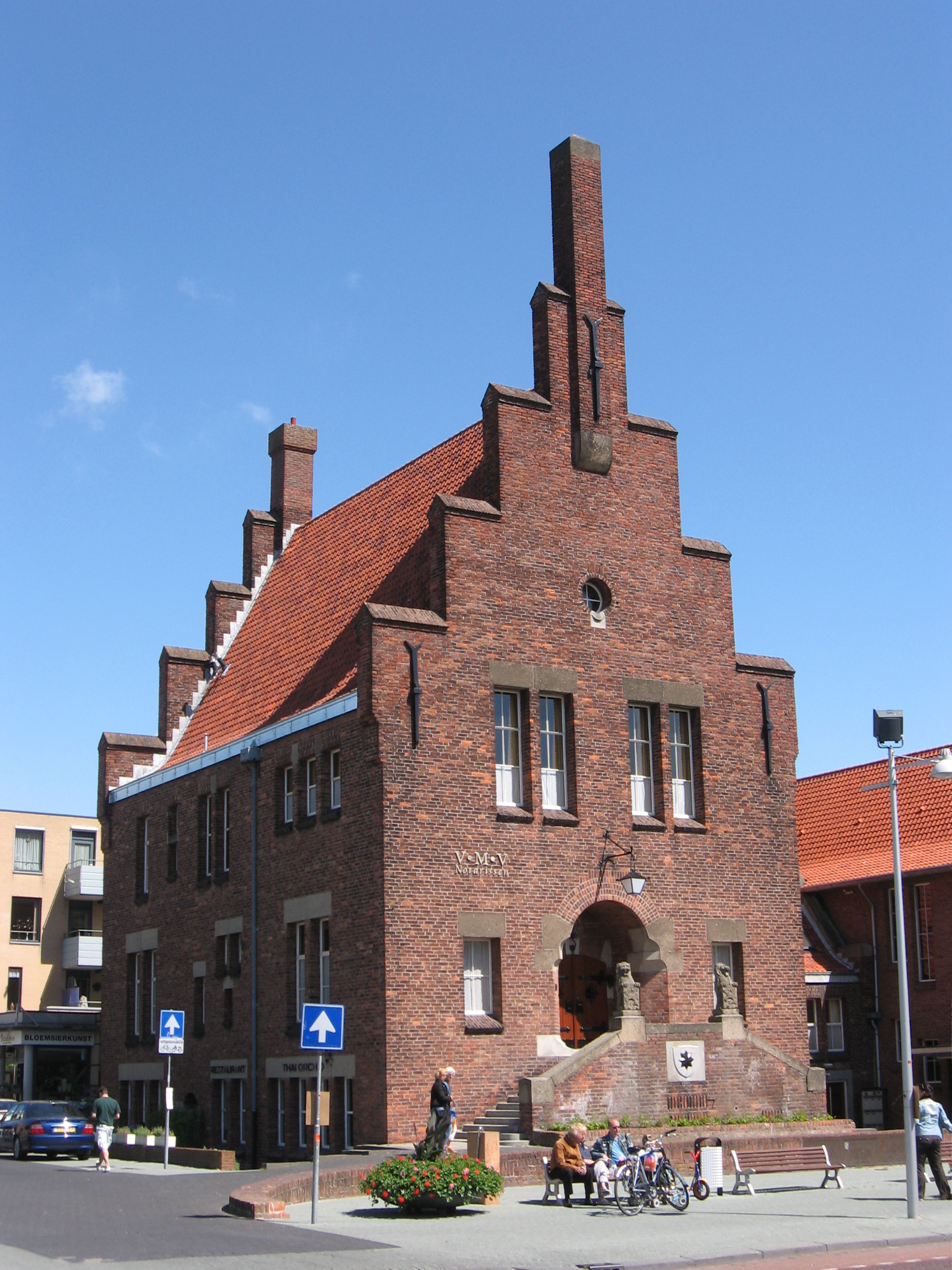
Voormalig Gemeentehuis uit 1938.
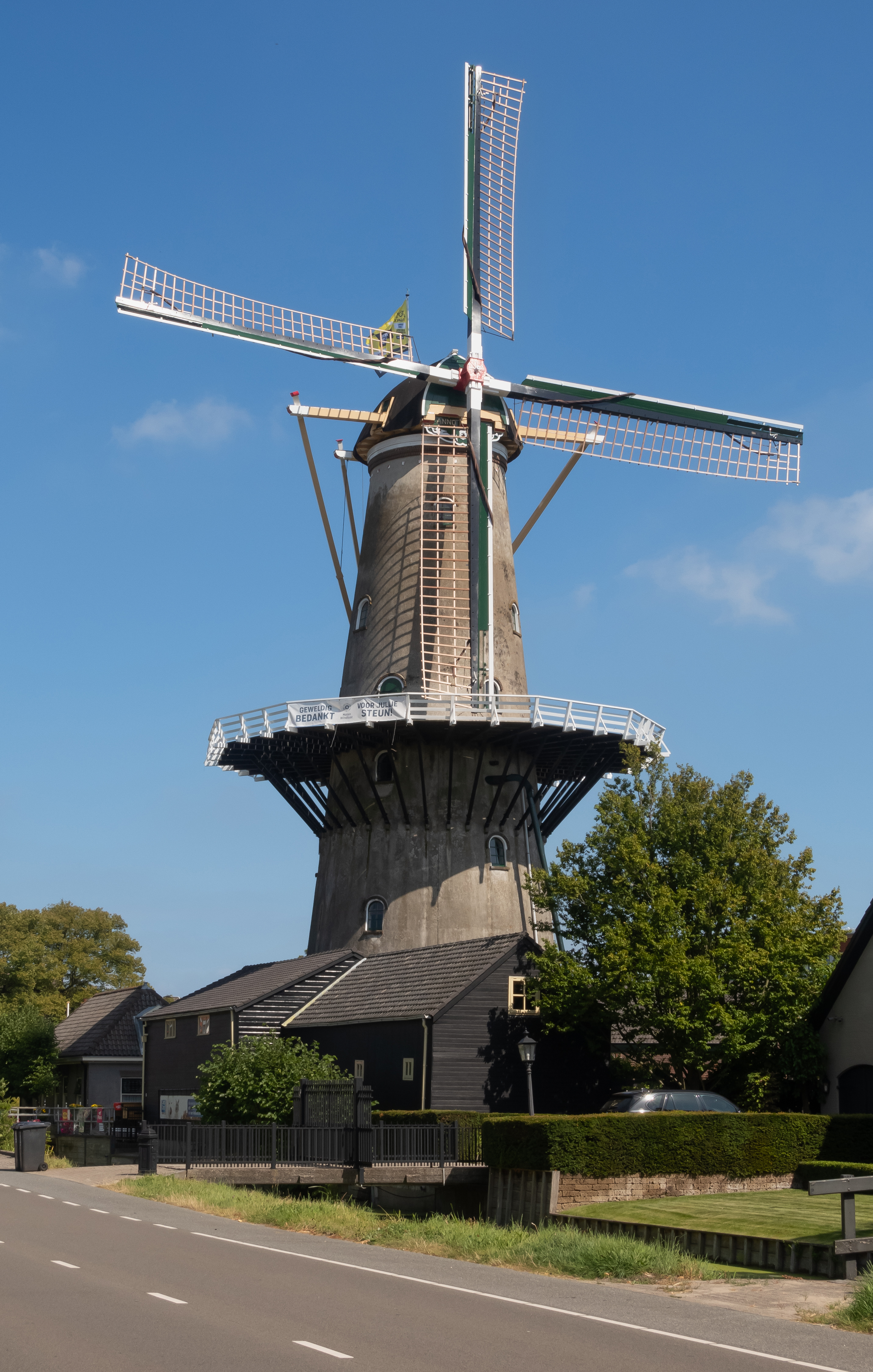
Windlust
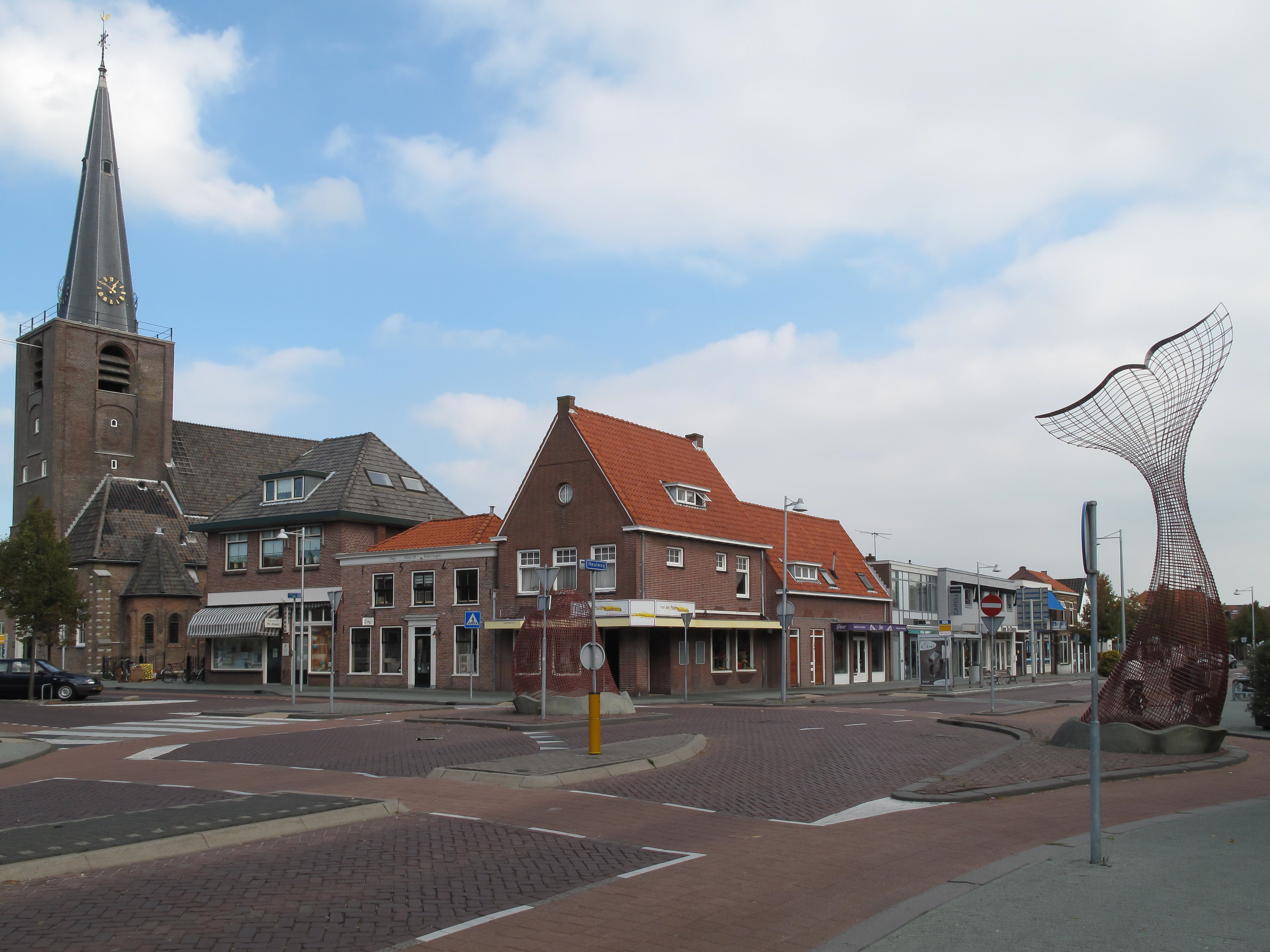
Dorpskerk in straatzicht
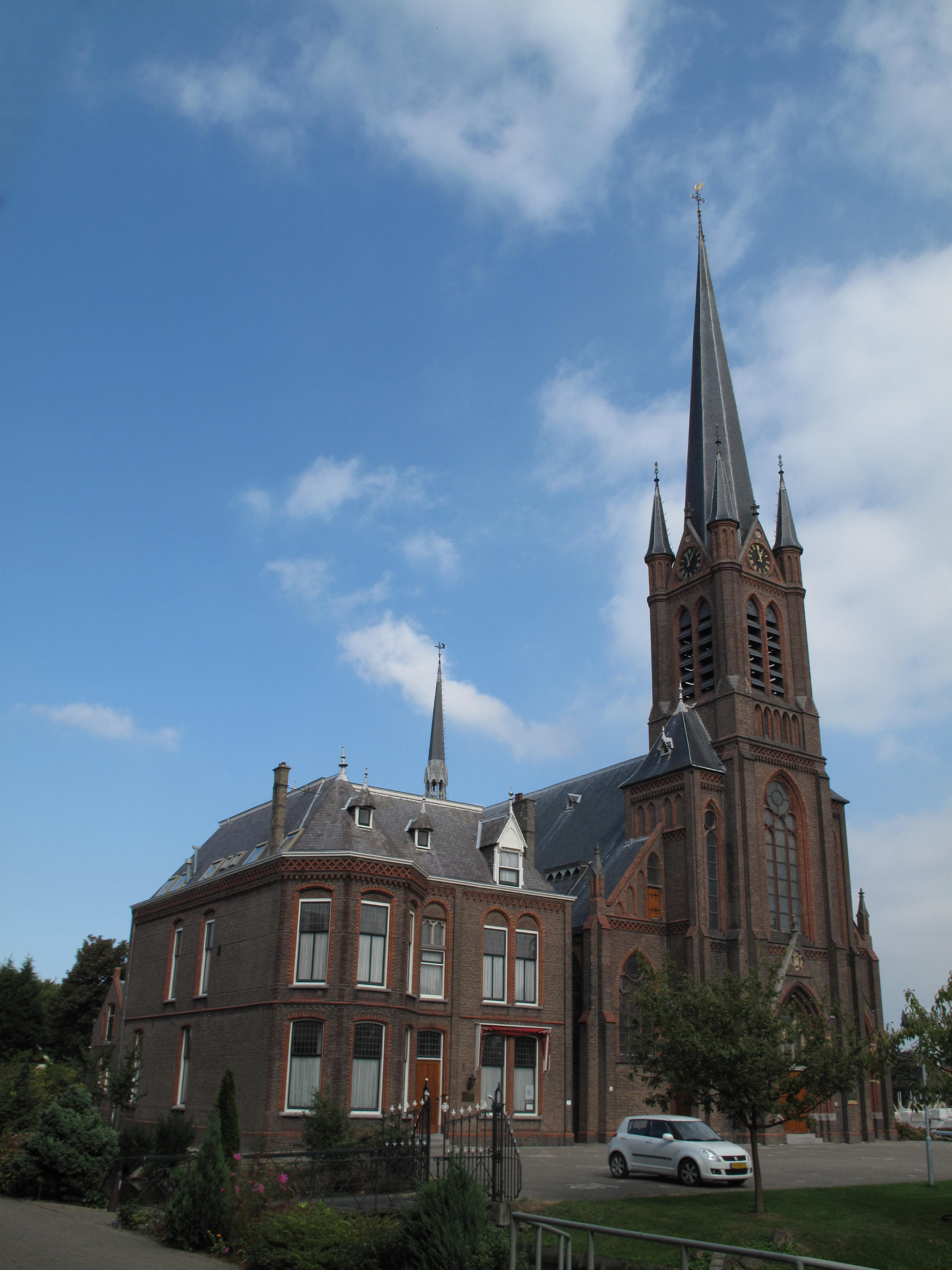
Sint-Jan de Doperkerk
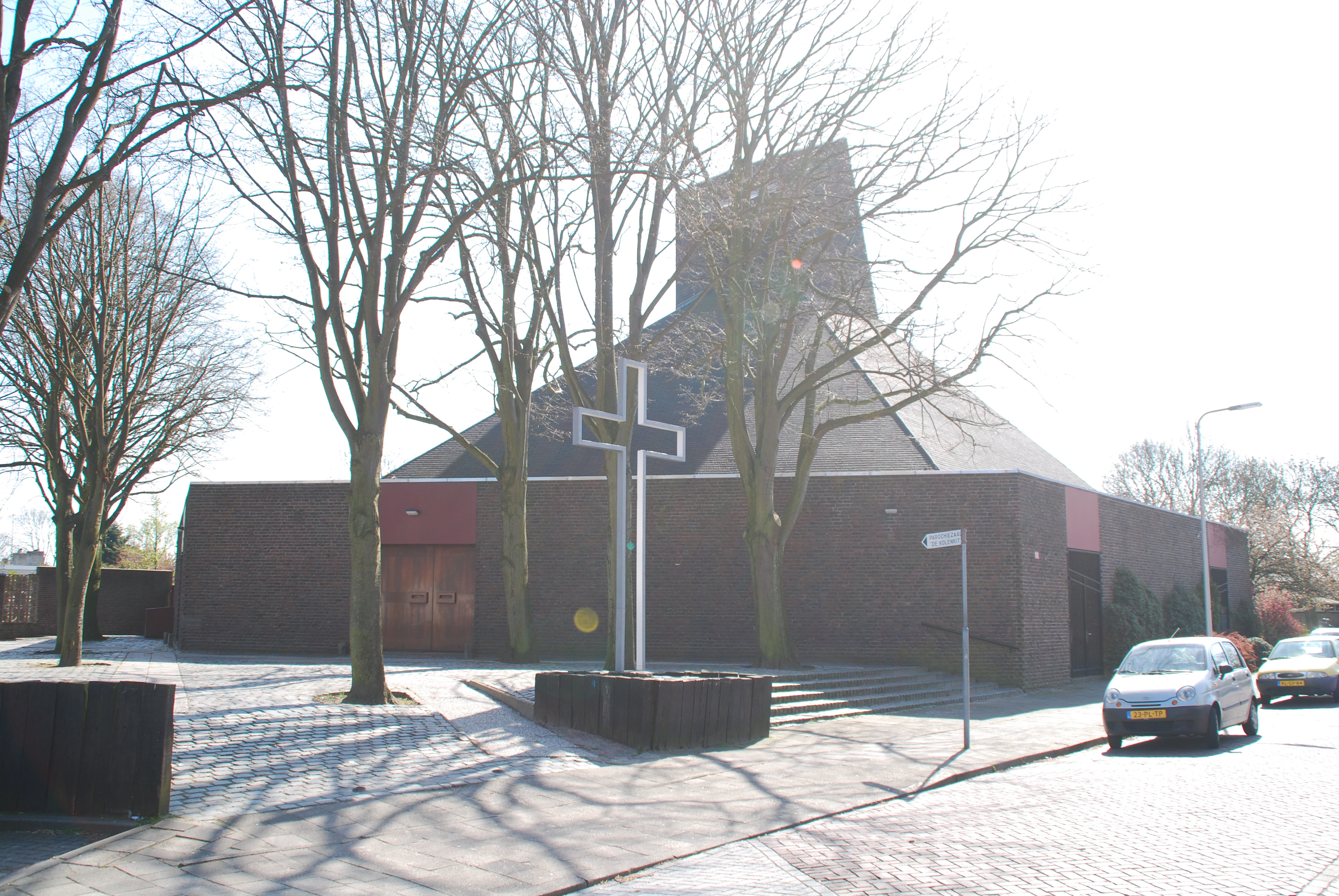
Sint-Josephkerk (Wateringen)
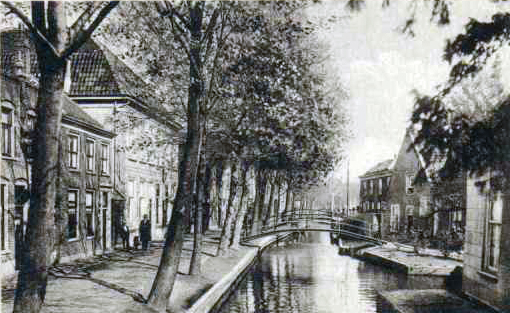
Herenstraat, voor de demping van de trekvaart
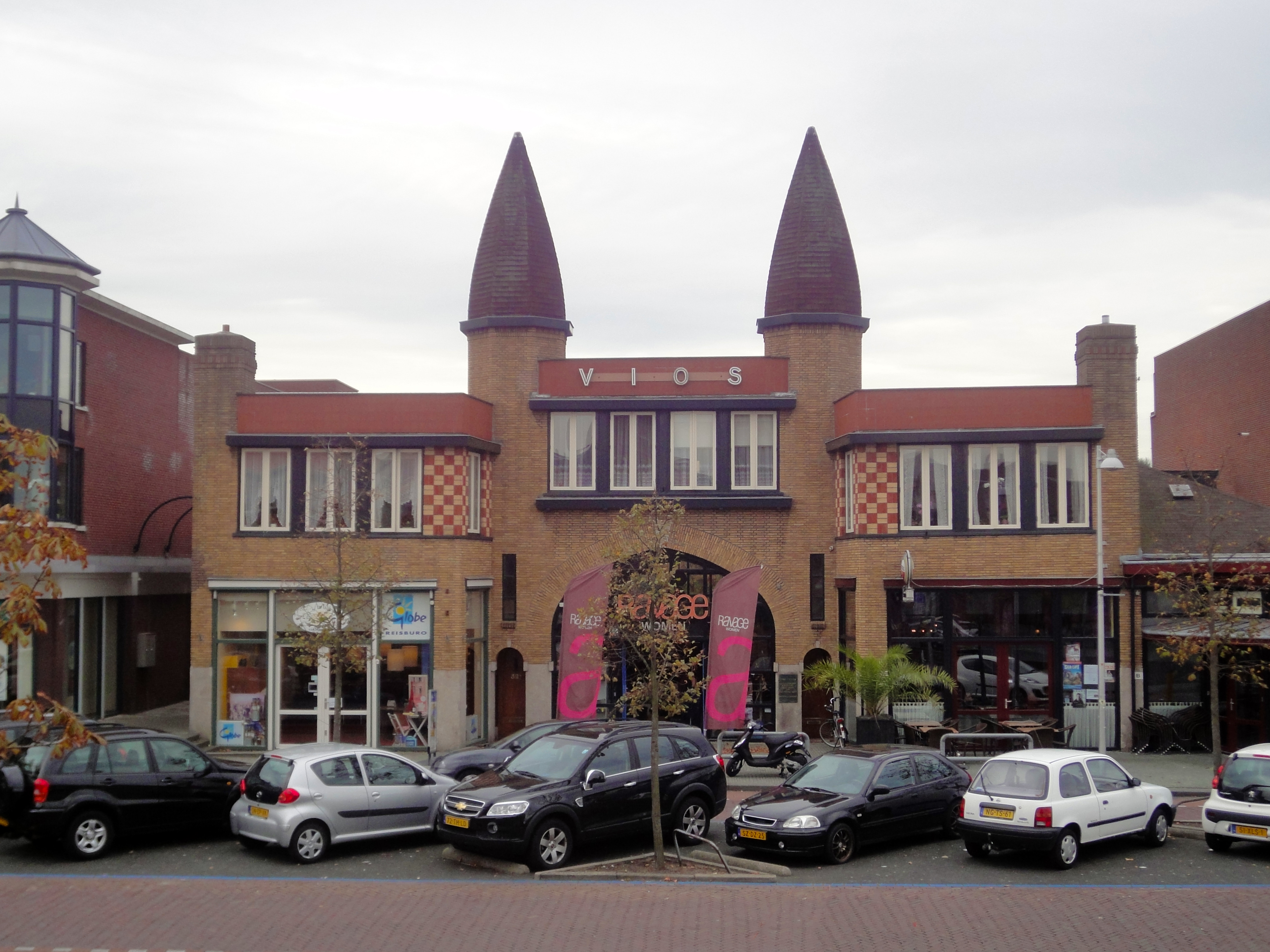
Winkels (voormalige VIOS-garage, architect Bangert)